# Montceleux

Montceleux est le nom d'une ferme et d'un domaine situés sur les territoires de Sevran et Villepinte.
Entre 1083 et 1089, le jour des obsèques d'Arrode 1er (ou Arrould) de Montmorency, enterré au prieuré Saint-Martin-des-Champs, sa veuve Eudeline (ou Odeline) et son fils Aubri IV confirment le don de la terre de Montceleux (Mons Zelosus), à Sevran, effectué par le défunt à l'abbaye avec l'assentiment de son frère Landri, seigneur de Domont,:
« Notum fieri volumus Xristi fidelibusf. et p. quod Arroldus de Montemaurentii dedit æcclesiæ Sti Martini de Campis, in qua Deo deserviunt Cluniacenses monachi, apud Cebrentum terram que Mons Zelosus dicitur, cum omnibus appendiciis ejus, concedente Odelina uxore sua et Landrico fratre suo. »
Le domaine appartient au XIIe siècle au seigneur de Livry, Guillaume IV de  Garlande. En 1184, un document atteste que cette propriété est offerte par ce seigneur à un établissement religieux appelé Notre-Dame du Breuil. C’est sur le domaine de cette église qu'est constituée l’abbaye Notre-Dame de Livry.
Le Plan de la terre et seigneurie de Montceleux près Sevran de Danvin (1710) figure trois corps de bâtiments.
La ferme reste la propriété des moines bénédictins de Saint-Martin-des-Champs jusqu'à la Révolution.

## Époque contemporaine

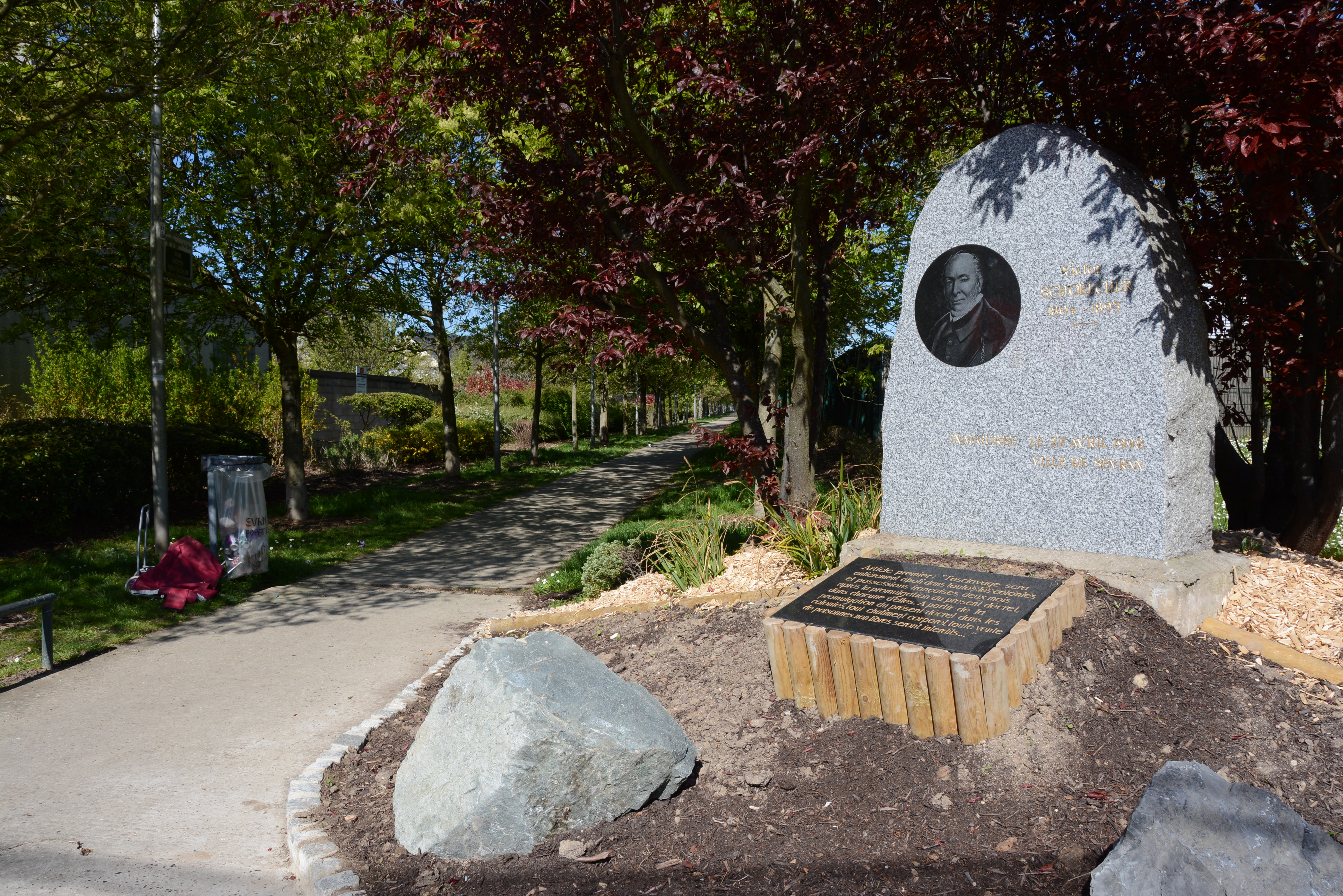
Mail et monument à Victor Schoelcher.

Des fouilles archéologiques menées en 1975 ont permis d'y découvrir un dallage en carreaux de terre cuite et des tessons de céramique flammulée.
Un bâtiment de ferme a été détruit vers 2000, et le terrain transformé en parc, le parc de la Ferme de Montceleux, situé rue Gabriel-Péri sur le nord de la commune de Sevran.
Plusieurs toponymes locaux rappellent ce domaine :
- avenue de Montceleux, le quartier du Clos-Montceleux et la chapelle Saint-Joseph-du-Clos-Montceleux à Villepinte ;
- quartier Montceleux-Pont-Blanc et terrains Montceleux, à Sevran ;
- La butte Montceleux[7].